# Bat-l'eau

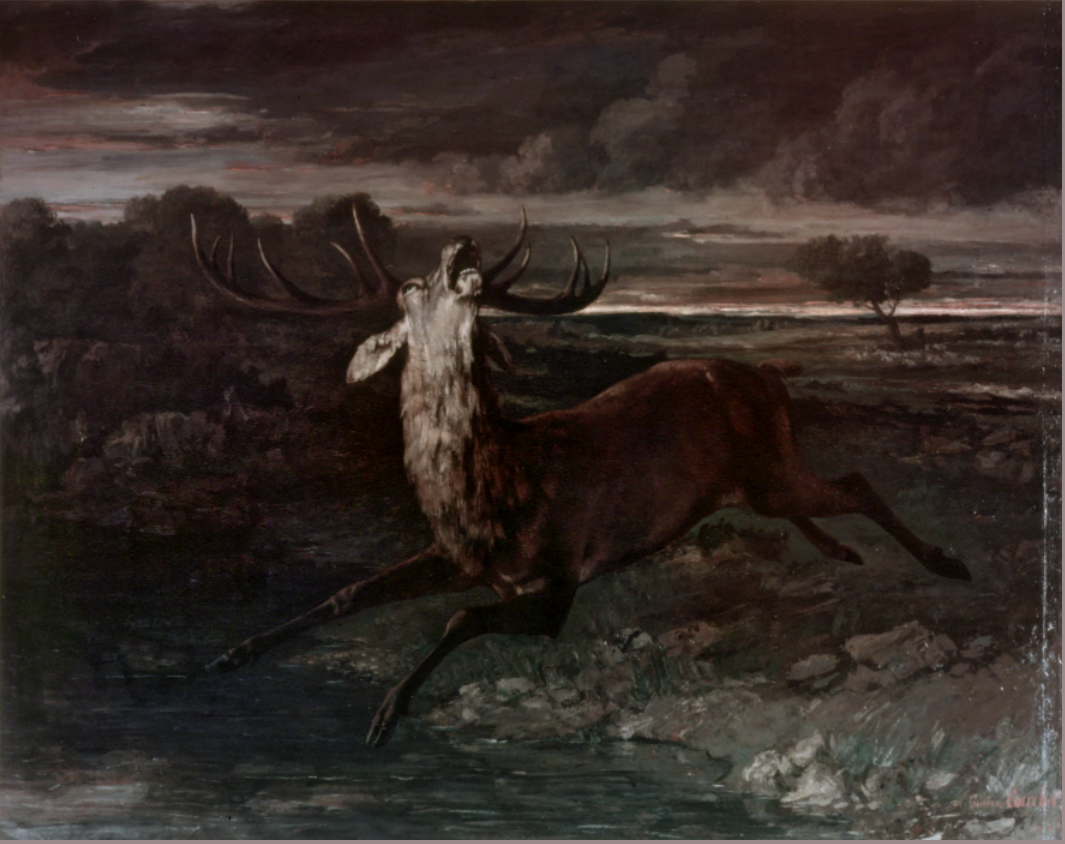
Le Cerf à l'eau, de Gustave Courbet, représente le bat-l'eau pendant une chasse au cerf.

Le bat-l'eau est le moment de la chasse à courre où l'animal traqué par un chien de chasse ou une meute se jette dans un plan d'eau ou un cours d'eau. Ce comportement de préservation vise à empêcher la poursuite, notamment en interrompant les pistes olfactives. Un ton de chasse également appelé bat-l'eau peut être joué à l'instant correspondant.